# Karl August Blöde
Karl August Blöde (auch Carl August Blöde und Carl A. Blöde; * 14. August 1773 in Freiberg (Sachsen); † 28. August 1820) war ein Geheimer Finanzrat, Naturwissenschaftler und Autor sowie Namengeber des Minerals Blödit.
Blöde war Initiator zur Gründung der Gesellschaft für Mineralogie in Dresden, die er zusammen mit Abraham Gottlob Werner zum 23. Dezember 1816 ins Leben rief. Über Werner schrieb Blöde 1819 auch die Biografie „Kurzer Nekrolog Abraham Gottlob Werners“.
Blöde war ferner Mitglied der Kaiserlichen Akademie der Wissenschaften in Moskau und der Kurfürstlich-Sächsisch Weimarer Mineralogischen Gesellschaft in Jena.
Sein Sohn war der Revolutionär Gustav Blöde. Seine Tochter Ida heiratete Robert Prutz, seine Tochter Elise Albert Oppermann. Sein Sohn Viktor heiratete Henriette Nietzsche, eine Schwester von Arnold Ruges Frau Agnes.